# Puerto Nariño
Puerto Nariño è un comune della Colombia facente parte del dipartimento di Amazonas.
L'abitato venne fondato nel 1961, mentre l'istituzione del comune è del 18 gennaio 1984.